# Evin Incir

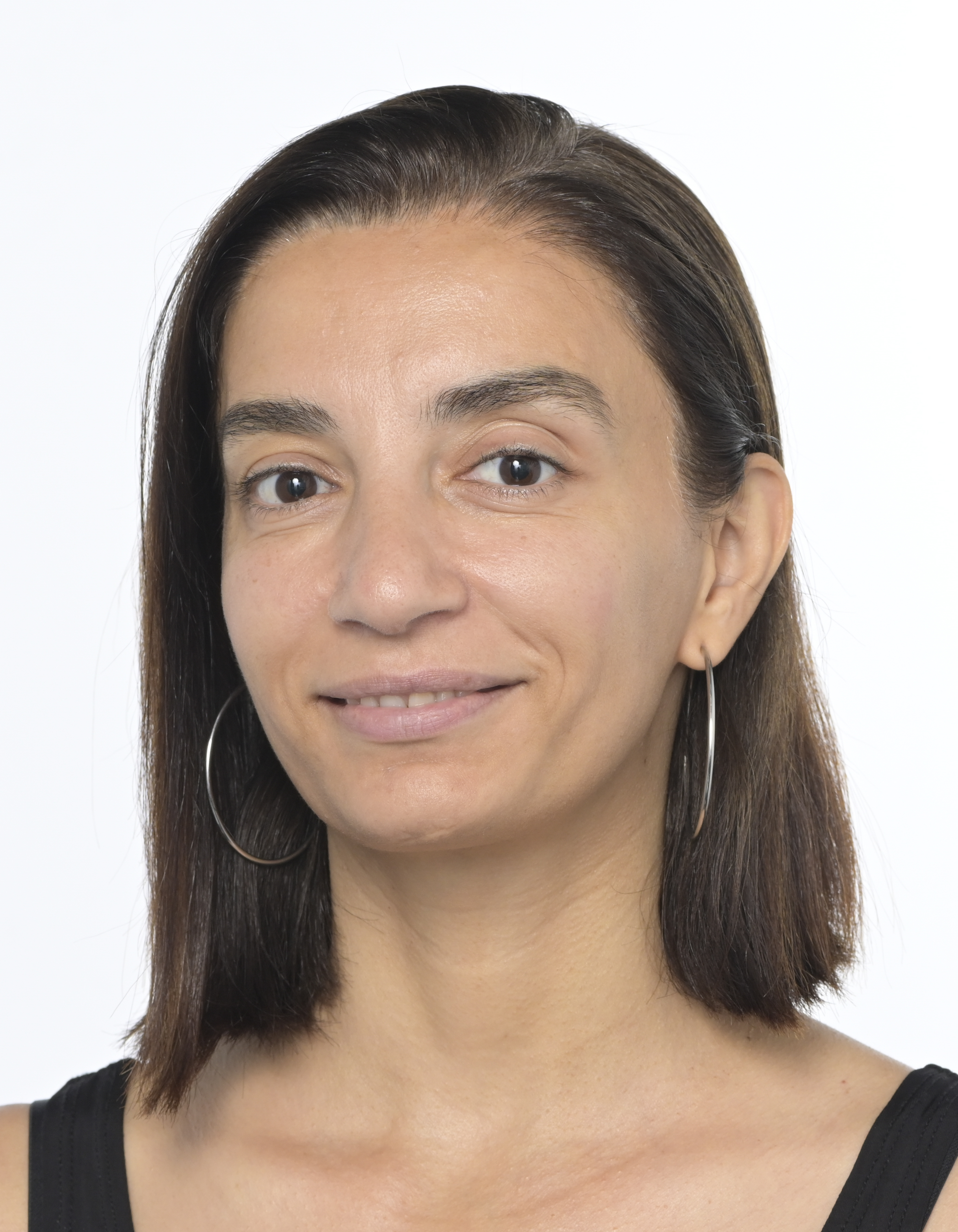
Evin Incir (2024)

Evin Incir (geb. 15. Juni 1984 in Diyarbakır, Türkei) ist eine schwedische Politikerin kurdischer Herkunft von der Sveriges socialdemokratiska arbetareparti (SAP) und seit 2019 ein Mitglied des Europäischen Parlaments.

## Früher Leben und Ausbildung
Evin Incir wuchs in einem kurdischen Haushalt auf. Mit sechs Jahren siedelte sie nach Schweden über, wo sie Rechtswissenschaften an der Universität von Uppsala studierte und 2013 ihren Abschluss machte.

## Politischer Werdegang
Für Politik begann sie sich mit 14 Jahren zu interessieren und trat der Jungpartei der SAP bei. Sie wurde zur Generalsekretärin der International Union of Socialist Youth, für welche sie 2014 an einer Konferenz der Sozialistischen Internationalen teilnahm. 2018 nahm sie im Namen der SAP mit anderen europäischen Politikern an einem Seminar zu Migration und Sozialer Justiz in Ouagadougou in Burkina Faso teil. Ins Europäische Parlament wurde Evin Incir an den Wahlen 2019 gewählt. 2023 führte sie die EU-Delegation von etwa 100 Wahlbeobachtern für die Wahlen in Sierra Leone an.

## Privates
In Incirs Kindheit war es verboten, in der Türkei kurdisch zu sprechen, und so war es eine Art von Widerstand, kurdische Gerichte zu essen. Evin Incirs Lieblingsgericht ist Nîsk, ein kurdisches vegetarisches Linsengericht. Abgesehen vom politischen Hintergrund ist ihr wichtig, dass es ein vegetarisches Gericht ist, denn eine vegetarische Ernährung sieht sie als eine friedliche und nachhaltige Zukunft unterstützend an.